# فرانكلين ديفيد ميرفي
فرانكلين ديفيد ميرفي (بالإنجليزية: Franklin David Murphy) هو عميد وطبيب أمريكي، ولد في 29 يناير 1916 في كانساس سيتي في الولايات المتحدة، وتوفي في 16 يونيو 1994 في لوس أنجلوس في الولايات المتحدة.